# تپه قلعه توبره ریز
تپه قلعه توبره ریز مربوط به هزاره ۴ - سدهٔ ۶ و ۷ ه.ق است و در شهرستان کامیاران، بخش مرکزی، روستای توبره ریز واقع شده و این اثر در تاریخ ۱۰ دی ۱۳۸۱ با شمارهٔ ثبت ۶۹۰۸ به‌عنوان یکی از آثار ملی ایران به ثبت رسیده است.